# Judy Mikovits
Judy Anne Mikovits (1957 o 1958) es una científica e investigadora estadounidense conocida por sus afirmaciones médicas desacreditadas, como que los retrovirus endógenos murinos se relacionan con el síndrome de fatiga crónica (SFC). A consecuencia de tales afirmaciones, se ha involucrado en un activismo contra la vacunación promoviendo diversas teorías de la conspiración, siendo acusada de mala práxis por sus comentarios desinformativos del coronavirus y la fatiga crónica (SFC), entre otros.
Como directora de investigación de la Whittemore Peterson Institute (WPI) entre 2006 y 2011, dirigió un estudio que informó en 2009 que un retrovirus conocido como virus xenotrópico relacionado con el virus de la leucemia murina (XMRV) estaba asociado con el síndrome de la fatiga crónica y que podría tener un papel en su origen. Sin embargo, tras las críticas generalizadas, el artículo fue retirado el 22 de diciembre de 2011 por la revista Science. Un mes antes, en noviembre de 2011, fue arrestada y retenida por cargos de robo de cuadernos de laboratorio y un ordenador; fue puesta en libertad cinco días después y posteriormente se retiraron los cargos.
En 2020, Mikovits promovió teorías de conspiración sobre la pandemia del coronavirus a través del video de Internet Plandemic, donde hizo afirmaciones falsas o no basadas en evidencia científica.

## Educación y primeros años de carrera
En 1980, se licenció en Química por la Universidad de Virginia. Según Mikovits, trabajó como técnica de laboratorio en Upjohn Pharmaceuticals en Kalamazoo (Míchigan) entre 1986 y 1987, y se fue después de una disputa relacionada con el producto de hormona de crecimiento bovino de la compañía. En 1988, trabajó como técnica de laboratorio en el Instituto Nacional del Cáncer (NCI) en Frederick (Maryland) junto a Francis Ruscetti, quien luego se desempeñó como su supervisor de tesis doctoral, obteniendo en 1991 el grado de doctora en bioquímica por la Universidad George Washington. Su tesis doctoral se tituló Regulación negativa de la expresión del VIH en monocitos. Mikovits declaró que trabajó como investigadora postdoctoral en el laboratorio de David Derse de 1993 a 1994. En 1996, Mikovits fue empleada como científica en el Laboratorio de Biología de Leucocitos de Ruscetti en el NCI.
En mayo de 2001, dejó el NCI para trabajar en EpiGenX Biosciences en Santa Bárbara (California), una empresa de descubrimiento de fármacos. A finales de 2005, trabajó como camarera en el Pierpont Bay Yacht Club en Ventura (California). En 2006, se convirtió en directora de investigación del Instituto Whittemore Peterson, ubicado en Reno (Nevada). Después de publicar un artículo en 2009, se vio envuelta en una controversia. Fue despedida en 2011.

## XMRV y la encefalomielitis miálgica/síndrome de fatiga crónica
Harvey Whittemore y su esposa, Annette, se sintieron frustrados por la falta de respuestas para los pacientes con encefalomielitis miálgica / síndrome de fatiga crónica (SFC), incluida su hija. En un esfuerzo por resolver el problema del SFC, crearon el Instituto Whittemore Peterson en 2005; Mikovits se convirtió en directora de investigación en 2006. Los intentos de encontrar una causa viral del SFC no tuvieron éxito.
En 2007, Mikovits conoció a un codescubridor del virus xenotrópico relacionado con el virus de la leucemia murina (XMRV), Robert Silverman, en una conferencia. Silverman había encontrado secuencias de XMRV, muy similares a las secuencias genómicas de ratón, en muestras de cáncer de próstata varios años antes. Usando herramientas obtenidas de Silverman, Mikovits comenzó a buscar XMRV en sus muestras de SFC. A finales de 2008, una estudiante de posgrado, que posteriormente fue contratada como su técnica, obtuvo dos resultados positivos de un grupo de veinte muestras. Él y Mikovits alteraron sucesivamente las condiciones experimentales hasta que todas las muestras dieron una señal positiva.
En 2009, Mikovits y sus colaboradores informaron en la revista Science que habían detectado ADN de XMRV en pacientes con SFC y sujetos de control. Los resultados negativos se publicaron poco después, cuestionando los hallazgos de Mikovits. Silverman, quien fue coautor del artículo original de XMRV-CFS, le dijo al Chicago Tribune que estaba "preocupada por la contaminación del laboratorio, a pesar de nuestros mejores esfuerzos para evitarla".
Dos de los autores originales de este artículo volvieron a analizar posteriormente las muestras utilizadas en la investigación y encontraron que las muestras estaban contaminadas con ADN plasmídico XMRV, lo que los llevó a publicar una retractación parcial de sus resultados originales. En diciembre de 2011, después de una solicitud de Silverman, los editores de Science se retractaron del artículo en su totalidad.
Los autores Shyh-Ching Lo y Harvey James Alter, en su artículo de 2010 titulado Detección de secuencias de genes del virus relacionado con MLV en la sangre de pacientes con síndrome de fatiga crónica y donantes de sangre sanos, declararon «Aunque encontramos evidencia de un grupo más amplio de virus relacionados con MLV, en lugar de sólo XMRV, en pacientes con SFC y donantes de sangre sanos, nuestros resultados apoyan claramente el argumento central de Lombardi et al. de que los virus relacionados con MLV están asociados con SFC y están presentes en algunos donantes de sangre». Este artículo también fue posteriormente retractado por los autores.
El 29 de septiembre de 2011, Mikovits fue despedida por el WPI debido a disputas sobre el control de las muestras de laboratorio y la integridad de su trabajo; posteriormente fue investigada por presunta manipulación de datos en sus publicaciones relacionadas con XMRV. El 18 de noviembre de 2011, fue arrestada en su casa en el condado de Ventura de California, y encarcelada por cinco días basándose en las acusaciones de WPI de que robó cuadernos de laboratorio, una computadora y otros materiales. Fue detenida temporalmente de conformidad con ese caso, y su abogado dijo que los cargos no tenían fundamento. El 28 de noviembre, después de las negociaciones con el WPI, se devolvieron algunas notas de laboratorio. Más tarde, los cargos penales presentados en su contra en el condado de Washoe (Nevada), fueron desestimados por el fiscal de distrito y el fiscal de distrito adjunto en Reno (Nevada). The Washington Post informó más tarde que los problemas legales de la familia Whittemore impidieron que el condado de Washoe continuara con el caso.
Mikovits y sus colaboradores participaron, con otros dos grupos de investigación, en un estudio más grande de 2012 con 147 pacientes con SFC y 146 controles. El estudio concluyó que no había evidencia de infección por XMRV o MLV en ninguno de los grupos, un resultado que Mikovits dijo que era «la respuesta definitiva» sobre el tema.

## Activismo antivacunas y teorías de la conspiración
Mikovits se ha convertido en una defensora de los creyentes en las teorías de la conspiración médica, basando las afirmaciones que vinculan al XMRV con el autismo y el cáncer en otros documentos retractados, y afirmando que había sido encarcelada por la influencia del estado profundo y las grandes farmacéuticas. Esta afirmación final se refiere a su arresto en 2011 por presuntamente robar materiales de investigación de WPI.
Mikovits ha hablado en eventos antivacunación, afirmando que los retrovirus han contaminado el 30 % de las vacunas. Así mismo, ha recibido críticas de otros científicos por afirmar que el XMRV es una infección transmisible que «está circulando claramente entre la población, al igual que nuestro miedo y vuestro miedo». El virólogo Vincent Racaniello dijo que la afirmación de Mikovits "solo incita al miedo". Mikovits mostró diapositivas en una conferencia que relacionaba el XMRV con la enfermedad de Parkinson, el autismo y la esclerosis múltiple. Sin embargo, no hay evidencia publicada de que XMRV esté asociado con estas enfermedades.

### Teorías de la conspiración del coronavirus
Mikovits llamó la atención en las redes sociales por promover sus ideas sobre la pandemia de coronavirus. No cree que se necesite una vacuna para prevenir la COVID-19 y afirma que el coronavirus fue «causado por una mala cepa de la vacuna contra la gripe que estuvo circulando entre 2013 y 2015». También afirmó que las máscaras "activarán" el virus y reinfectarán una y otra vez a quien las use.
Uno de esos videos en circulación ganó notoriedad en mayo de 2020. Titulado Plandemic Part 1, el archivo era una entrevista de media hora de duración con estilo documental de las opiniones de Mikovits sobre una variedad de temas. YouTube eliminó este video de su sitio web varias veces, citando sus Lineamientos de la comunidad. Posteriormente fue eliminado por Vimeo y Facebook por razones similares.
David Gorski revisó el video para su blog y comentó que «la cantidad de tonterías, desinformación, desinformación y conspiración en la respuesta de Mikovits a las preguntas es verdaderamente épica». El video fue verificado por el sitio web Maldita.es, que calificó las afirmaciones que hizo como falsas o no basadas en pruebas. El sitio web Republic World también verificó su afirmación de que el sistema de salud global usa vacunas como armas para obtener ganancias, juzgando que la afirmación era falsa. PolitiFact describió el video como "una inmersión profunda en las teorías de la conspiración sobre el coronavirus, la salud pública y la industria farmacéutica". Cuando se le pidió que respondiera a ocho preguntas preparadas por el Center for Inquiry, Benjamin Radford y Paul Offit sobre la precisión de las afirmaciones de Mikovits, el productor Mikki Willis estuvo de acuerdo inicialmente, pero no cumplió cuando se enviaron las preguntas. En diciembre de 2020, Mikovits todavía no había respondido a estas preguntas y Benjamin Radford señaló: "Para un experto y cineasta que afirma haber sido censurado y silenciado, Mikovits y Willis se mantuvieron extrañamente callados sobre responder preguntas legítimas".
Cuando se les pidió que comentaran sobre algunas de las acusaciones que Mikovits hace contra Anthony Fauci, el NIH y el NIAID dijeron a NPR: «Los Institutos Nacionales de Salud y el Instituto Nacional de Alergias y Enfermedades Infecciosas se centran en investigaciones críticas destinadas a poner fin a la pandemia de coronavirus y previniendo más muertes. No estamos participando en tácticas de algunos que buscan descarrilar nuestros esfuerzos».